# Sainte-Marguerite-sur-Mer
Sainte-Marguerite-sur-Mer là một xã thuộc tỉnh Seine-Maritime trong vùng Normandie miền bắc nước Pháp.

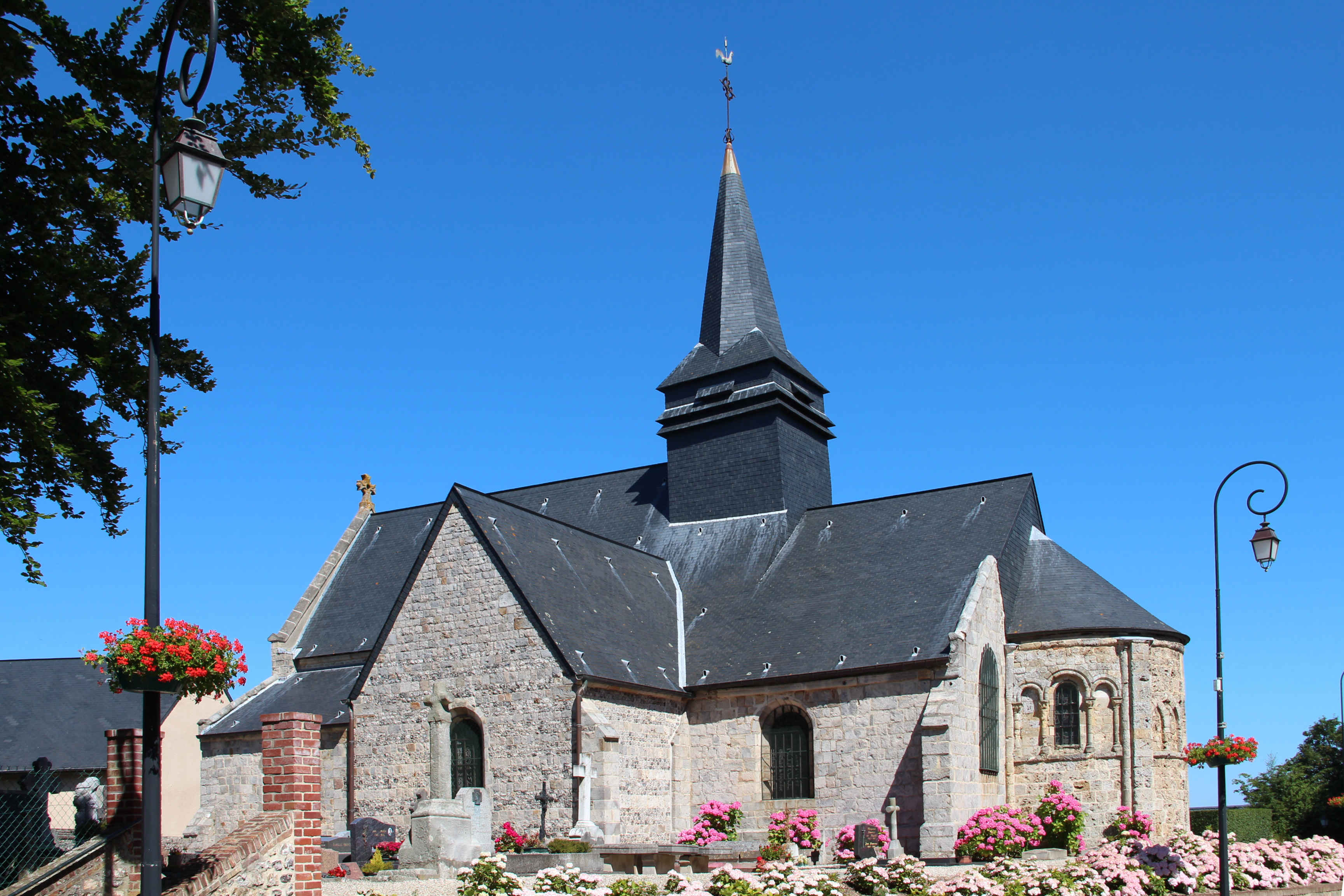

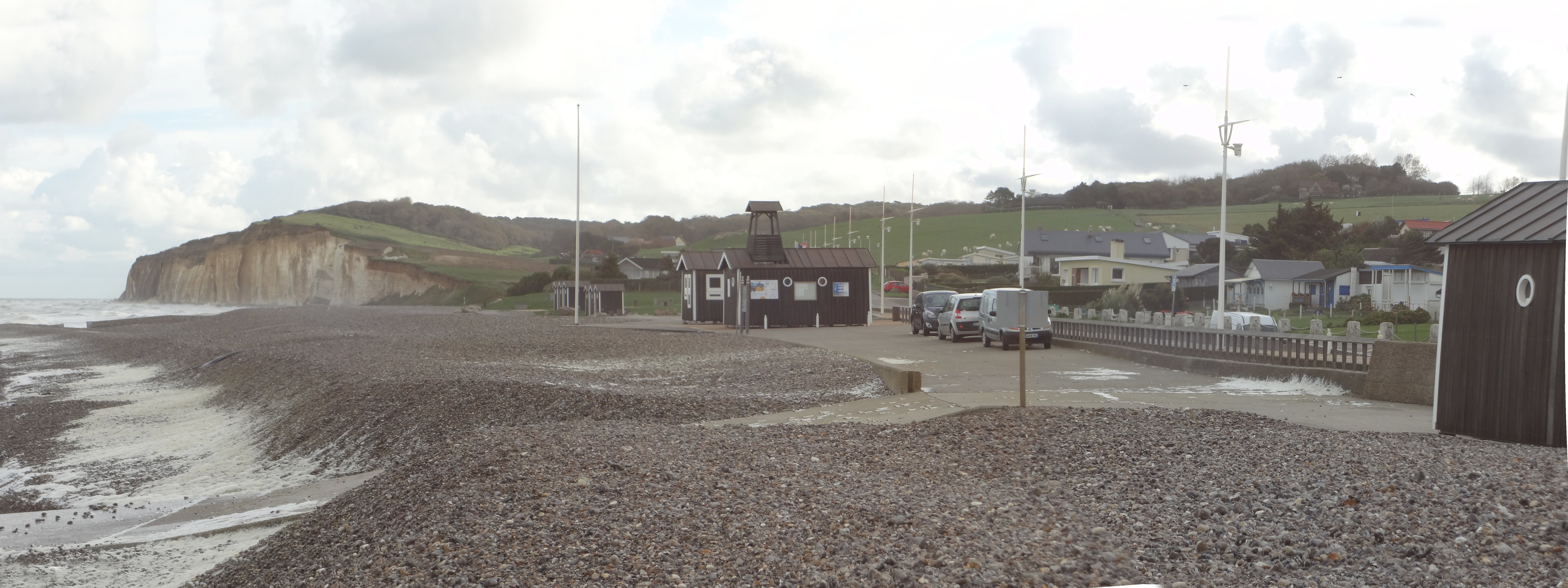
Sainte-Marguerite-sur-Mer

### Huy hiệu
| Arms of Sainte-Marguerite-sur-Mer | The arms of Sainte-Marguerite-sur-Mer are blazoned: Argent, the inscription (in two lines) "Ste. Marguerite/sur Mer" and in base a bar gemel wavy azure, and on a chief wavy gules 5 marguerite daisies slipped and leaved of the field 2 & 3. |

## Dân số
| 1962                                            | 1968 | 1975 | 1982 | 1990 | 1999 | 2006 |
| ----------------------------------------------- | ---- | ---- | ---- | ---- | ---- | ---- |
| 243                                             | 249  | 306  | 465  | 506  | 502  | 514  |
| Starting in 1962: Population without duplicates |      |      |      |      |      |      |